# イートン寒天培地
イートン寒天培地（イートンかんてんばいち、英：Eaton's agar）はMycoplasma pneumoniaeの増殖に使用される寒天培地のひとつである。
M. pneumoniae（イートン寒天培地）の培養レシピのひとつに、以下のものがある（v/v）。
- 70% Difco PPLO (pleuropneumonia-like organism) agar or broth base
- 20% 非加熱ウマ血清
- 10% fresh aqueous extract of baker's yeast
- 1000 units/ml ペニシリンG